# Звежин (Любуське воєводство)
Звежин (пол. Zwierzyn) — село в Польщі, у гміні Звежин Стшелецько-Дрезденецького повіту Любуського воєводства.
Населення — 1359 осіб (2011).
У 1975-1998 роках село належало до Гожовського воєводства.

## Демографія
Демографічна структура станом на 31 березня 2011 року:
|          | Загалом | Допрацездатний вік | Працездатний вік | Постпрацездатний вік |
| -------- | ------- | ------------------ | ---------------- | -------------------- |
| Чоловіки | 671     | 142                | 473              | 56                   |
| Жінки    | 688     | 145                | 392              | 151                  |
| Разом    | 1359    | 287                | 865              | 207                  |